# Veinte villancicos polacos
Veinte villancicos polacos (en polaco: Dwadzieścia kolęd) es una colección de villancicos navideños polacos arreglados para soprano y piano en 1946 por el compositor polaco Witold Lutosławski (1913–1994) y después orquestados por él para soprano, coro femenino, y orquesta en 1984–89. Las tonadas y los textos fueron recogidos mayoritariamente de fuentes impresas del siglo XIX.

## Historia
Veinte villancicos polacos para soprano, orquesta y coro femenino es una composición de Witold Lutosławski. El compositor recogió los villancicos en 1946 en tiempos difíciles para Polonia a petición del Director de las Publicaciones de Música Polaca. La Alemania nazi había saqueado y empobrecido la tierra, después llegaron las tropas de Stalin, quién en nombre de la Unión Soviética lo hicieron otra vez. La vida normal era dura, pero también la vida cultural lo era bajo la presión de lo que las autoridades permitían o no.
En tal clima recoger canciones de Navidad era un trabajo inofensivo, pero agradecido. Para un compositor, las canciones conocidas no podían tener música excesivamente compleja, como aquellas que en los años 40 podía oírse en todas partes. Por otro lado los villancicos caen generalmente bien en la población y en los malos tiempos. Veinte villancicos polacos es una composición atípica dentro de la obra del compositor. No es un trabajo teórico de música difícil, sino una interacción melódica entre solista, coro y orquesta.
Lutosławski primero compuso un ciclo para voz y piano. Aniela Szleminska (soprano) y Jan Hoffman dieron en Cracovia la implementación de un número de canciones de este ciclo. luego desapareció en un cajón. Al compositor le llevó casi cuarenta años más tarde el trabajo otra vez y vino con una versión para soprano, coro de mujeres y orquesta.
El 15 de diciembre de 1985 fue la primera interpretación de aquella versión. Marie Slorach cantó acompañado por la Orquesta Sinfónica de Londres con el coro probablemente dirigido por el compositor. Quién tenía entonces sólo diecisiete de las veinte canciones con orquestación. El 14 de diciembre de 1990 el tiempo había llegado. La Orquesta de Cámara de Escocia con acompañamiento de coro interpretó la obra con Susan Hamilton como solista en Edimburgo. Esta versión iba con la letra en lengua inglesa, mientras las versiones anteriores eran todas en polaco. Veinte villancicos polacos ha sido comparada versiones de canciones populares por Ralph Vaughan Williams.
Los textos polacos fueron recogidos de diferentes libros:
- Śpiewnik Kościelny -Colección de canciones sacras polacas del siglo XIX por Michał Mioduszewski (1838–1853)
- Pastorałki i kolędy z melodyjami – colección de los siglos XVII al XIX de villancicos sacros polacos por Michał Mioduszewski (1843)
- Lud vol.16: Lubelskie por Oskar Kolberg (1883)
- Lud vol.22: Leczyckie por Oskar Kolberg (1899)

## Villancicos
| Núm. | Título inglés                                 | Título original en polaco                |
| ---- | --------------------------------------------- | ---------------------------------------- |
| 1    | El Angel dijo a los pastores                  | Aniol Pasterzom Mowił                    |
| 2    | ¡Eh!, Estad alegres                           | Hej, weselmy się                         |
| 3    | Cuándo Cristo vino a nosotros                 | Gdy się Chrystus rodzi                   |
| 4    | Justo después de que medianoche               | Północ już Porła                         |
| 5    | Dios ha nacido                                | Bóg się rodzi                            |
| 6    | Nuestra Señora                                | Gdy śliczna Panna                        |
| 7    | Dándose prisa a Bethlehem                     | Przybieżeli Betlejem                     |
| 8    | Descansando en el pesebre                     | W żłobie leży                            |
| 9    | Jesus está allí                               | Jezus malusieńki                         |
| 10   | Somos pastores                                | Mi też pastuszkowie                      |
| 11   | Duerme Niño Jesús                             | Lulajże Jezuniu                          |
| 12   | En este día                                   | Hej, w dzień narodzenia                  |
| 13   | Jesus flor preciosa                           | Jezu, śliczny kwiecie                    |
| 14   | Hola, Hola, pastores del campo                | Hola hola, pasterze z pola               |
| 15   | ¿Qué hacer con este niño?                     | Un cóż z tą dzieciną                     |
| 16   | Hola, Hola, preciosa Virgen María             | Hej hej, lelija Panna Maryja             |
| 17   | Este es el cumpleaños de Dios                 | Z narodzenia Pana                        |
| 18   | Pastores, podeis decidnos que habéis visto    | Pasterze mili                            |
| 19   | Pequeño Niño                                  | Dziecina mała                            |
| 20   | La más bendita doncella paseó sobre la Tierra | Najświętsza Panienka po świecie chodziła |

## Orquestación
- soprano
- SSAA (sopranos y altos )
- 1 flauta, 1 oboe / corno inglés, 2 clarinetes (II también clarinetes bajos), 1 fagot
- Dos trompas, una trompeta, un trombón
- Percusión, 1 arpa, piano
- Violines, violas, cellos, bajos dobles